# Достъп до знание (движение)
Движението за достъп до знание (на английски: Access to Knowledge, A2K) се създава в рамките на модерното гражданско общество, с помощта на правителства и организации, и има за цел частичното „освобождаване“ на произведенията на науката от авторските права.
Според движението през последните години авторските права в областта на науката представляват пречка. Науката днес се развива с изключително бързо темпо, но често достъпът до новите открития в тази сфера бива ограничен от авторските права. Това не само, че забавя развитието на науката и обществото, но в някои случаи може да се отнася върху здравни теми, специфично – фармацевтиката, когато поради закрилата на авторските права над някои видове лекарства и ваксини, те се появят на пазара години след откриването им, което би коствало оздравяването на мнозина (макар че много често забавянето на тези авторски права е и свързано с процеси на изтестване на действието на тези лекарства).
Движението за достъп до знание се отнася и за свободен достъп до най-новите научни статии, което да гарантира образованието да бъде в крак с времето. Според движението ограниченият достъп до научните открития има негативно влияние в най-слабо развитите държави. Като това са само малка част от проблемите, които се създават поради закрилата на авторските права над научните произведения.

## Свобода на достъпа до информация и знание
Две са основните каузи на движението: от една страна да се смекчат ограниченията, които биват налагани от защитата на интелектуалната собственост (движението се обявява най-вече срещу законите за защита на авторското право). От друга стана движението се опитва да освободи колкото е възможно по-голяма част от вече съществуващото научното знание и да осигури свободния достъп до него, както и да осигури свободния достъп до новоизлизащата литература и знание. Това се постига с комплекта от договори Криейтив Комънс.

## Резултати
В резултат на усилията на движението, все повече научни публикации се предлагат под свободен достъп. Множество редакции публикуват свои списания и статии във вече създадени за целта сайтове. Университети от цял свят предлагат напълно безплатно свои лекции и книги. Финансират се проекти за създаване на електронни библиотеки със свободен достъп. Добър пример за това е OpenAIRE (Open Access Infrastructure for Research in Europe), ел. библиотека финансирана от Европейския съюз, в която всички научноизследователски материали финансирани пак от ЕС са със свободен достъп. Организират се конференции, на които се дискутират проблемите свързани с достъпа до знание, като голяма част от най-важните дискусии се провеждат в Световна организация за интелектуална собственост.